# Eduardo de Guzmán
Pour les articles homonymes, voir Guzmán.
Eduardo de Guzmán Espinosa, né à Villada, en Castille-et-León, le 19 juin 1908 et mort le 25 juillet 1991 à Madrid, est un journaliste et écrivain républicain espagnol, déporté par les nationalistes à la fin de la Guerre d'Espagne.

## Biographie
Eduardo de Guzmán Espinosa est né en 1908 dans la commune de Villada (province de Palencia), fils de Mariano de Guzmán Torbado, avocat, et de Consuelo Espinosa Echenique, institutrice. 
En 1918, à la mort de son père, la famille emménage à Valladolid, puis en 1920 à Madrid, où il passera toute sa vie.
Dans sa jeunesse madrilène, il travaille pour le quotidien anarchiste La Tierra, où il s'illustre pour ses reportages sur le Massacre de Casas Viejas (1933) et la Révolution asturienne (1934).
En 1936, après le déclenchement de la Guerre d'Espagne, il dirige le quotidien de la CNT Castilla Libre. Il est arrêté par les nationalistes dans le port d'Alicante en 1937, puis interné à la fin de la guerre dans le camp de concentration de Los Almendros, puis celui d'Albatera. 
En janvier 1940, il est déféré devant un conseil de guerre dans lequel figure notamment le poète Miguel Hernández, et est condamné à mort. En mai 1941, sa peine est commuée en peine de prison.
En 1972, à la fin de la dictature franquiste, il publie Aurora de sangre (Vida y muerte de Hildegart), son œuvre célèbre, dans laquelle il raconte l'histoire de la jeune féministe Hildegart Rodríguez Carballeira, assassinée par sa mère Aurora Rodríguez Carballeira en 1933, livre adapté au cinéma par Fernando Fernán Gómez. 
Il est également l'auteur, en 1973, de La muerte de la esperanza, publié en France sous le titre La Mort de l'Espoir - Mémoire de la guerre civile espagnole.